# Gove City, Kansas
Gove City là một thành phố thuộc quận Gove, tiểu bang Kansas, Hoa Kỳ. Năm 2010, dân số của xã này là 80 người.

## Dân số
Dân số các năm:
- Năm 2000: 105 người
- Năm 2010: 80 người